# Trond Sirevåg
Trond Sirevåg (ur. 17 października 1955) – norweski piłkarz występujący na pozycji obrońcy. Trener piłkarski.

## Kariera klubowa
Sirevåg całą karierę spędził w Bryne FK. Rozpoczął ją w sezonie 1974, gdy Bryne grało w drugiej lidze. W sezonie 1975 awansował z nim do pierwszej ligi. W sezonach 1980 oraz 1982 wraz z zespołem wywalczył wicemistrzostwo Norwegii. W 1986 roku zakończył karierę.

## Kariera reprezentacyjna
W reprezentacji Norwegii Sirevåg wystąpił jeden raz, 20 czerwca 1984 w wygranym 1:0 towarzyskim meczu z Islandią. W tym samym roku znalazł się w kadrze na Letnie Igrzyska Olimpijskie, zakończone przez Norwegię na fazie grupowej.